# Міньйон (фільм)
Міньйон (англ. The Minion) — американсько-канадський фільм 1998 року.

## Сюжет
Наближається переддень Різдва 1999 року. В підземних тунелях під Нью-Йорком робітники знаходять старий скелет і таємничий ключ. Про цю знахідку стає відомо древньому ордену, який відправляє в Нью-Йорк свого найкращого воїна на ім'я Лукас. Цей ключ призначається для воріт, якими замкнений прохід у безодню. Дві тисячі років тому був повалений могутній Люцифер, і за ним закрилися ворота пекла. Але тепер диявол може опинитися на волі, і влаштувати справжнє пекло на Землі.

## У ролях
| Актор               | Роль               |
| ------------------- | ------------------ |
| Дольф Лундгрен      | Лукас Садоров      |
| Франсуаза Робертсон | Карен Гудліф       |
| Рок Лафортьєн       | Девід Шульман      |
| Девід Нерман        | лейтенант Росберрі |
| Аллен Альтман       | Данте              |
| Жан-Марк Біссон     | Бернар             |
| Дон Френкс          | шеф Майкл Бір      |
| Майкл Грейес        | Сірий Орел         |
| Енді Бредшоу        | Фотограф           |
| Анік Матерн         | лейтенант поліції  |
| Тоні Калабретта     | диспетчер          |
| Джеймс Бредфорд     | капітан            |